# دنیل اشنایدر
دنیل اشنایدر (انگلیسی: Daniel Schnider؛ زادهٔ ۲۰ نوامبر ۱۹۷۳ ‏(۵۱ سال)) دوچرخه‌سوار اهل سوئیس است.
از باشگاه‌هایی که در آن بازی کرده‌است می‌توان به تیم دوچرخه‌سواری فوناک و تیم دوچرخه‌سواری اف‌دی‌جی اشاره کرد.